# Regele Arthur

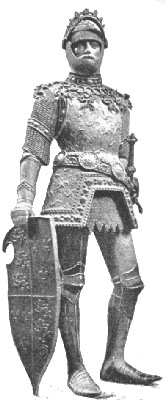
O statuie din bronz a lui Arthur, cu armură tipică pentru secolul al XV-lea, a lui Peter Vischer, reprezentativă pentru anacronismele ce însoțesc legenda lui Arthur

Regele Arthur este un rege britanic legendar reprezentând idealul cavaleresc, atât în război, cât și în pace. De-a lungul timpului, popularitatea poveștilor despre regele Arthur a crescut, depășind granițele Marii Britanii. În Europa și America mai ales au apărut numeroase alte legende, povești, cărți și filme care măresc universul ficțional al acestor legende.
Puținele informații istorice despre Arthur provin din lucrările lui Nennius și Gildas și din Annales Cambriae. Arthur cel din legendă s-a dezvoltat inițial prin pseudo-istoriile lui Geoffrey of Monmouth și prin poveștile anonime galeze cunoscute colectiv sub numele de Mabinogion. Chrétien de Troyes a inițiat tradiția literară a ciclului arthurian, care a devenit una din principalele teme ale literaturii medievale. Scrierile medievale despre Arthur au luat sfârșit cu Morte D'Arthur a lui Thomas Mallory, apărută în 1485. Interesul în Arthur a reapărut ulterior, reprezentative fiind Un yancheu din Connecticut la curtea regelui Arthur de Mark Twain, The Once and Future King de T.H. White și opera Parsifal de Richard Wagner.
Temele centrale ale ciclului arthurian variază în funcție de textele care sunt examinate. Ele însă includ accederea la tron a lui Arthur prin episodul sabiei din stâncă, înființarea ordinului de cavaleri cunoscut ca Masa Rotundă și cavalerismul asociat, sfaturile vrăjitorului Merlin, apărarea Britaniei de invadatorii saxoni, aventuri magice la care iau parte anumiți cavaleri, în special Kay, Gawain, Lancelot, Percival și Galahad, sora lui Arthur (Morgan le Fay), căutarea sfântului Graal, adulterului lui Lancelot și al soției regelui Arthur (Guinevere), bătălia finală cu Mordred, și legenda întoarcerii lui Arthur. Sabia magică Excalibur, castelul Camelot și Doamna Lacului joacă de asemenea roluri importante. Un aspect stilistic important al literaturii medievale arthuriene este că e invariabil anacronistă. Lucrările moderne totuși, sunt plasate de obicei în evul mediu sau în evul mediu întunecat.

## Baza istorică pentru regele Arthur
Autenticitatea istorică a regelui Arthur este de mult timp obiectul unei dispute între specialiști. O tabără, bazându-se pe referințe din Historia Brittonum și Annales Cambriae, îl vede ca o figură istorică obscură, un conducător romano-briton luptând cu anglo-saxonii invadatori undeva pe la sfârșitul secolului al V-lea sau începutul secolului al VI-lea. Historia Brittonum ("Istoria britonilor"), o compilație istorică în limba latină din secolul al IX-lea atribuită clericului galez Nennius, dă o listă de douăsprezece bătălii la care a luat parte Arthur, culminând cu Bătălia de la Mons Badonicus, unde se spune că a omorât singur 960 de oameni. Annales Cambriae din secolul al X-lea ("Analele galeze"), datează această bătălie în anul 516, și menționează de asemenea Bătălia de la Camlann, în care Arthur și Mordred au fost ambii uciși, datată în 537. Niciun text nu îl numește pe Arthur rege, deși acest lucru nu ar putea avea mare importanță, întrucât adesea se referă la regi fără a le menționa titlul. Historia Brittonum îl numește dux bellorum sau "dux (duce, comandant) în bătălii (războaie)". Istoricul John Morris a plasat domnia ipotetică a lui Arthur la sfârșitul secolului al V-lea, însă nu a descoperit multe informații despre el, ci doar ideea de rege, între contemporani precum Vortigern, Cunedda, Hengest și Coel Hen. Morris afirmă că centrul regatului lui Arthur ar fi fost în zonele celte din Țara Galilor, Cornwall și sud-estul Angliei, sau în "Vechiul nord" britonic, care se întindea peste Anglia de nord și Scoția de sud de astăzi.
O altă tabără afirmă că Arthur nu a avut o existență istorică reală. Nowell Myres a scris, la publicarea cărții lui Morris, Age of Arthur că "niciun personaj de la granița dintre mitologie și istorie nu a mai irosit vreodată atât de mult timpul unui istoric  Gildas, în polemica sa din secolul al VI-lea De Excidio Britanniae ("Despre ruina Britaniei"), scrisă la scurt timp după Bătălia de la Mons Badonicus, menționează această bătălie, dar nu și pe Arthur. Unii susțin că ar fi fost inițial o zeitate celtă pe jumătate uitată, care a evoluat într-un personaj istoric, bazându-se pe paralele cu presupusa evoluție a zeului mării regele Lear, zeii-cal ai Kentului Hengest și Horsa, care au fost istoricizați în perioada relatării lui Bede și care au primit un rol important în cucerirea anglo-saxonă a estului Britaniei, personajul fondator al Caer-fyrddin, Merlin (galeză Myrddin), sau semizeul nordic Sigurd sau Siegfried, care a căpătat valoare istorică în Cântecul nibelungilor prin asociere cu o bătălie din secolul al V-lea dintre huni și burgunzi. Unii susțin o posibilă etimologie a numelui lui Arthur din galezul arth, "urs", și consideră că regele-urs gal este precedentul pentru legendă, deși venerarea lui Artio nu e atestată în Britania.
Documentele istorice din acea perioadă sunt puține, așa că un răspuns definitiv pare improbabil. Mai multe locuri au fost identificate ca "arthuriene" începând cu secolul al XII-lea, dar arheologia nu poate descoperi nume decât prin intermediul inscripțiilor. Așa numita "Piatră a lui Arthur"  descoperită în 1998 între ruinele de la Castelul Tintagel din Cornwall, o așezare importantă din Britania post-romană, a creat pentru scurt timp senzație. Nu există alte dovezi arheologice pentru Arthur.
Mai multe persoane reale din istorie au fost propuse ca reprezentând baza istorică a legendei arthuriene, de la Lucius Artorius Castus, un ofițer roman din Britania secolului al II-ea la împărați romani uzurpatori ca Magnus Maximus și conducători britoni post romani ca Riothamus, Ambrosius Aurelianus, Owain Ddantgwyn și Athrwys ap Meurig.

## Numele lui Arthur
Originea numelui Arthur este ea însăși subiect de dispută. Unii consideră că provine din numele de familie latin Artorius, însemnând "plugar" (varianta "Arturius" este cunoscută din inscripții). Alții consideră că ar proveni din galezul arth (mai înainte art), însemnând "urs", sugerând că art-ur, "omul-urs", este forma inițială. Numele lui Arthur apare ca Arturus în textele arthuriene timpurii în latină, niciodată Artorius, deși este posibil ca formele din latina vulgară ale lui Artorius, pronunțate în limbile celtice, să dea atât Arthur cât și Arturus.
Toby D. Griffen de la Southern Illinois University leagă numele Arthur de Arcturus, cea mai strălucitoare stea din constelația Boötes, în apropiere de Ursa Mare (Ursa Major - Marele urs). Arcturus din latina clasică ar fi devenit Arturus în latina vulgară, iar strălucirea sa și poziția pe cer i-ar fi făcut pe oameni să o considere "paznicul ursului" și "conducător" al celorlalte stele din Boötes. Griffin susține că "Arthur" nu e un nume personal, ci un nom de guerre, un epitet dat omului care i-a condus pe britoni împotriva saxonilor,, pe care atât vorbitorii de latină, cât și vorbitorii de britonă l-ar fi asociat conducerii și ferocității de urs. O variantă a teoriei nom de guerre este că numele combina cuvintele galez și latin pentru „urs”: art și ursus. Numele Arthur și variantele sale au fost folosite ca nume de persoane de cel puțin alți patru conducători care au trăit după datele presupuse ale bătăliilor lui Arthur, sugerând, după Griffin și alții, că a fost folosit ca nume de persoană după ce "primul" Arthur l-a făcut faimos.
În noul film „Avalon High” (Liceul Avalon) se vorbește despre un anumit Ordin al Ursului. In acesta se vorbește cum că, o dată la o mie de ani, regele Arthur s-ar reîncarna. Acesta este un exemplu de legendă despre regele Arthur.

## Cultul Arthurian în Evul Mediu
Popularitatea legendelor Arthuriene a dus la o varietate de exprimări, similare cu francizele de astăzi. Astfel, există locuri asociate cu Arthur, se organizau evenimente festive tematice, copii erau numiți după Cavalerii Mesei Rotunde și nobili își legau arborele genealogic de Arthur sau de cavalerii lui.
Locațiile legate de legendă pot fi împărțite în două categorii. Locuri reale care sunt inspirate din povești și locuri fantastice care au un echivalent în realitate. În prima categorie se încadrează castelul Tintagel din Cornwall. A fost construit în secol XIII, de către Reginald, fiul ilegitim al lui Henry I, ca urmare a popularității textului lui Geoffrey of Monmouth. În a doua categorie se încadrează Camelot. Pe lângă Tintagel, alte „candidate” pentru Camelot sunt Cadbury, Viroconium, Killibury și The Hammerer.
Festivitățile Arthuriene erau organizate în mediul nobiliar unde se sărbătorea un eveniment important prin imitarea personajelor mesei rotunde sau interpretarea unor episoade din legenda arthuriană de către nobilii participanți. Aveau loc schimburi de cadouri, se servea multă mâncare și se organizau turnire. Toate acestea se datorează textelor unde Arthur este prezentat ca un rege darnic și generos.
O altă formă a popularității legendelor Arthuriene a fost numirea copiilor după cavalerii mesei rotunde. Acestă practică începe în secolul XI și a avut loc în spațiul central-vestic al Franței, aflat sub autoritatea Plantageneților.
În secolul XIII, odată cu creșterea popularității legendelor, crește semnificativ numărul de persoane numite după Cavalerii Mesei Rotunde. La fel se întâmplă în Germania, Anglia, în regiunile flamande și bavareze, unde indivizii poartă numele de Gawain, Tristan, Lancelot, Perceval și Bohort.